# Чорний Василь Іванович (військовик)
Васи́ль Іва́нович Чо́рний (1919—1989) — радянський військовий льотчик, учасник нацистсько-радянської війни.

## Життєпис
Народився 1919 року в селі Білижинці, українець. 1937 року закінчив 10 класів Ізяславської школи. 1939 року закінчив автошколу в місті Красноярськ, здобув професію автомеханіка, по тому закінчує Канський аероклуб. Працював трактористом, шофером на вантажівці в Красноярському краї.
В РА від 1940 року, 1941-го закінчив Омську військово-авіаційну школу. Від 1944 року — член КПРС.
На фронтах нацистсько-радянської війни — з липня 1942 року. Воював на Калінінському, Волховському, Північно-Західному, Воронезькому, Степовому, Першому й Другому Українських фронтах.
Від червня 1942 року по березень 1943-го — льотчик, в березні-квітні 1943-го — старший льотчик, від червня 1943-го по вересень 1946 року — командир ланки. На час закінчення війни здійснив 148 бойових вильотів.
У листопаді 1942 року падав в палаючому літаку на ліс, зазнав важкого поранення — інвалід 2-ї групи. Підлікувався, документи про непридатність зліквідував, в березні 1943-го повернувся до частини, гвардії молодший сержант. До кінця війни ще 6 разів покидав на парашуті палаючий літак.
Війну закінчив в званні старшого лейтенанта на посаді командира ланки 1-ї авіаескадрильї 82-го гвардійського бомбардувального авіаційного полку. В лавах ВПС СРСР перебував до 1957 року, літав на літаках військово-транспортної авіації.
Демобілізувався у званні гвардії підполковника ВПС з посади замісника командира полку по льотній підготовці.
Нагороджений:
- орденом Червоної Зірки
- 2 ордени Червоного Прапора
- орден Вітчизняної війни 1-го ступеня
- медаль «За бойові заслуги»
- медаль «За взяття Берліна»
- медаль «За перемогу над Німеччиною»
- медаль «За звільнення Праги»
- медаль «За хоробрість» (ЧССР)

Виховав сина Євгена.
Похований на Байковому кладовищі.